# Carl Fredric Carleson
Carl Fredric Carleson, född den 29 mars 1778, död den 6 januari 1837 i Stockholm, var en svensk jurist. Han var sonson till Carl Carleson.
Carleson blev auskultant i Göta hovrätt 1793, extra ordinarie notarie där 1795 och auditör vid Skaraborgs regemente samma år. Han förordnades att förestå domsaga första gången 1801. Carleson blev adjungerad ledamot i Svea hovrätt 1802, assessor där 1805 och hovrättsråd 1821. Han blev därjämte riddarhusdirektör 1822. Carleson blev vice president i hovrätten 1834. Han blev riddare av Nordstjärneorden 1826.